# 더 클리크
더 클리크(The Clique)는 미국에서 제작된 마이클 렘벡 감독의 2008년 코미디, 드라마, 가족 영화이다. 엘리자베스 맥러플린 등이 주연으로 출연하였다.

## 출연

### 주연
- 엘리자베스 맥러플린
- 엘렌 마로우

### 조연
- 엘리자베스 길리스